# José Rafael Pascual Vilaplana
José Rafael Pascual Vilaplana, también conocido como Pascual Vilaplana, nació en Muro de Alcoy, Alicante, en 1971. Es un compositor español contemporáneo, educador musical y director de banda.

## Biografía
Nace el 30 de abril de 1971 en Muro (Alicante) donde inicia sus estudios musicales con el bombardino y el piano en la Unión Musical de Muro, siendo sus profesores Salvador Martínez y Mª Ángeles Palacios.
Más tarde continua sus estudios profesionales en el conservatorio municipal de Alcoy y en el Conservatorio Superior de Valencia. Desde 1988 estudia Dirección de Banda con el maestro holandés Jan COBER, realizando diversos cursos de perfeccionamiento en dirección bandística con Eugene CORPORON (University of North Texas). En 1993 es seleccionado en la especialidad de Dirección de Orquesta dentro del "Wiener Musikseminar" de Viena, estudiando con
Karl ÖSTERREICHER y Yuji YUHASA. En 1994 asiste en Chicago a las clases de dirección de James CROFT impartidas en el "47th. Mid West Band and Orchestra Clinic". En 1995 obtiene el Diploma de Dirección de Orquesta del "Wiener Meisterkurse für Musik" en la Escuela Superior de Música de Viena, con el maestro Hans GRAF. Ha ampliado conocimientos de Dirección en diversos cursos con profesores como José Collado, Gerardo Pérez Busquier o
Norman Milanés. En 2004 realiza una clase magistral de Dirección de Orquesta con el prestigioso maestro Georges Pehlivanian y la Orquesta Filarmónica de Eslovenia en Liubliana.

## Carrera
Ha trabajado como director titular de diversas bandas de Alicante (Castell de Castells y Muro). Destacando la banda de música de Castell de Castells (U.M. la Primitiva de Castell de Castells) por ser su puerta de entrada hacía la dirección, su paso por esta fue gracias a don Eliseo Mezquida, presidente de dicha agrupación que le brindó la oportunidad de guiar a ésta banda en sus inicios. También trabajo en Valencia (U.M. de Yátova), destacando su actividad en el grupo de Música Tradicional "La Xafigà" (1988-1996), la Banda de la Associació Unió Musical de Bocairent (1994-1998), en la Banda de la Agrupació Artístico-Musical "El Trabajo" de Xixona (1995-2002), en la Banda de la Societat Unió Musical de Muro (2002-2007) y en la Banda de la Societat Musical "La Nova" de Játiva (2007-2009). De 2001 a 2014 ha sido principal director de la Orquesta Sinfónica de Albacete. Ha sido director invitado de la Banda Nacional de Cuba, Bandas del Conservatorio de Tilburg, Bandas Municipales de Alicante, Barcelona, Bilbao, Castellón, La Coruña, Madrid, Palma de Mallorca, Pontevedra, Sta. Cruz de Tenerife, Santander, Santiago de Compostela, y Vitoria, banda municipal de Matanzas (Cuba), Banda municipal de Buenos Aires (Argentina), banda de la Facultad de Filosofía y Letras de la Universidad de Buenos Aires, Banda de la Marina Real Holandesa de Róterdam, Banda del Conservatorio Superior de Canarias, Banda y Orquesta del C.S. del Principado de Asturias, Banda de MUSIKENE, Banda del Conservatorio Superior de Jaén, Banda Sinfónica de Sta. Maria da Feira (Portugal), Banda Sinfónica de Bairrada (Portugal), Banda Sinfónica Portuguesa de Oporto, Jungend Blassorchester de Baviera, AULOS Wind Band de Suiza, Civica Filarmonica di Lugano, Banda de las Fuerzas Armadas de Eslovenia, Banda del Conservatorio Profesional de Albacete, Banda del Conservatorio de Tortosa, Banda del Conservatorio de Calahorra, Banda del Conservatorio de Pontevedra, Banda y Orquesta del Conservatorio de Almansa, Banda de la Federación de Sociedades Musicales de la Federación Valenciana (titular temporada 2002), Banda de la Federación Murciana de Bandas, Banda de la Federación Navarra de Bandas, Banda de la Diputación de Tarragona, Orquesta Sinfónica de Matanzas, Orquesta Sinfónica de Bucarest (Rumanía), Orquesta de Cámara "Manuel de Falla" de Cádiz, Coro de la Universidad de Cádiz, Orquesta Sinfónica de Albacete, Orquesta Sinfónica de Castellón, Orquesta Sinfónica de la Región de Murcia, Orquesta Sinfónica del Vallés, Orquesta Camera Musicae de Tarragona (principal director invitado 2010-2013), así como con diversas agrupaciones bandísticas de la Comunidad Valenciana, Galicia, Canarias, Castilla-La Mancha, Murcia, Cataluña…
Ha colaborado como director con solistas de la talla de Jorgen van Rijen, Ben van Dijk, Spanish Brass, Ximo Vicedo, Luis González, Pedro Valero, Yulia Nefiodova, Pablo Suárez, Josep Trescolí, Ashan Pillai, Luisa Pereira, Lito Fontana,… Así mismo, en producciones líricas ha trabajado con cantantes como Ana M.ª Sánchez, Amparo Navarro, María Ribera, Cristina Sánchez, Ruth Rosique, Andeka Gorrotxategui, Andrés del Pino, Alberto Arrabal, Javier Agulló.

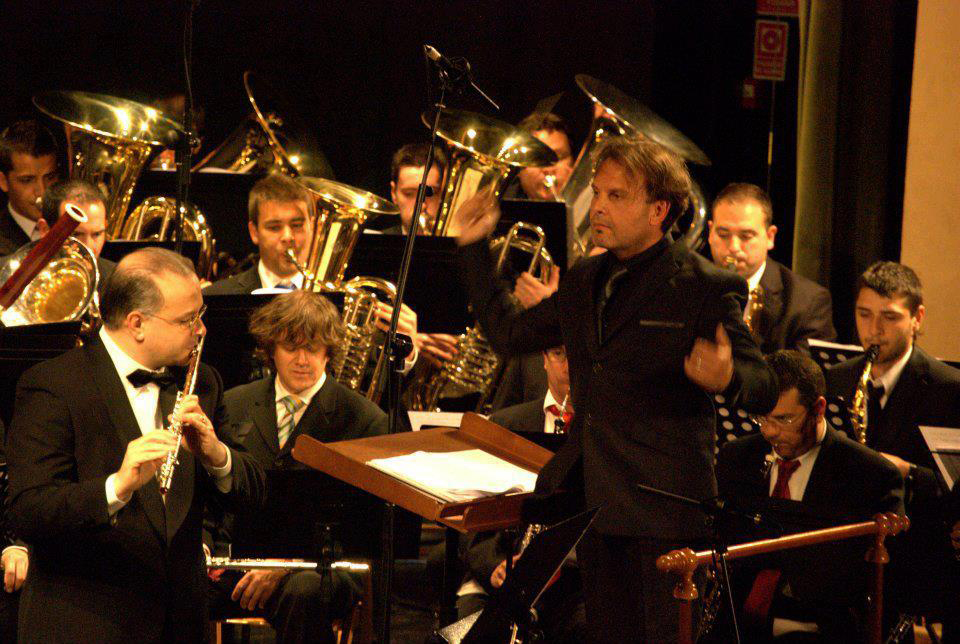
thumbs

Es compositor de diversas obras para banda y conjunto instrumental, apareciendo algunos de sus trabajos en la Editorial Piles, Editorial Albadhoc, Ediciones Rivera, Editorial Tot per l'Aire, Ediciones EGC y la Editorial Omnes Bands de Valencia. Participa habitualmente como jurado de diferentes concursos de composición para Banda (Altea, Bocairent, Benidorm, Callosa, Calpe, Elda, Pego, Dènia, Algemessí, Sant Vicent del Raspeig...). Ha sido designado Jurado Internacional del Certamen Nacional de Bandas de Suiza ha celebrado en la ciudad de Montreux en 2001, del Concurso de Dirección de Pordenone (Italia, 2006), del Concurso de Bandas de la Suiza Italiana en Lugano (2009), del Concurso Internacional de Dirección del WMC de Kerkrade (2010), del Concurso de Dirección de La Toscana (Italia, 2010), del Certamen Nacional de Bandas de Colombia en la ciudad de Paipa, (2010), del Certamen Internacional “Flicorno d’Oro” de Riva del Garda (Italia, 2014), así como jurado de los Certámenes Provinciales de Bandas de Alicante (2001) y Castellón (2002) y del Certamen de Bandas de La Senia (2006). Ha escrito obras por encargo para grupos como Spanish Brass Luur Metalls, 2i2 Quartet, Ximo Vicedo, Luis González, Juan C. Matamoros, Francisco González Azorín, . En 2006 estrena su musical Balansiyyà con letras de Carlos Veiga, actuando en Valencia, Torrevieja, Madrid y Rabat (Marruecos), director invitado en la banda sinfónica juvenil de Colombia en el margen del proyecto Celebra la Música (2015).

## Actualmente
Desde enero de 2015 es director artístico de la banda municipal de música de Bilbao. Así mismo es director de la Orquesta de Vents Filharmonia y principal director invitado de la Orquesta Sinfónica UCAM de Murcia. Es director artístico y profesor de los Cursos de Perfeccionamiento Musical del Istituto Musicale Guido Alberto Fano de Spilimnbergo (Italia) desde 2007. Desde 1995 es profesor en la escuela comarcal de música de la Vall d'Albaida, de 1999 a 2004 en la Academia "Allegro" de Valencia y de 2002 a 2007 en l'E.C.M. del Comtat. Es socio de la SGAE, miembro fundador de la Asociación de Compositores ACMMIC (Associació de Compositors de Música de Moros i Cristians), miembro de WASBE (World Association for Symphonic Bands and Ensembles) y de COSICOVA (Asociación de Compositores Sinfónicos Valencianos).

## Premios y reconocimientos
- 1991: Fue galardonado con la "Batuta del Mtro. Guillermo Tomás" de la Banda Nacional de Cuba en La Habana.
- 1997: Ganó el Primer Premio "Batuta de Oro" del "8th. International Conductor's Competition" del WMC de Kerkrade (Holanda).
- 2000: En abril obtiene el Primer Premio "Baton of Honour" del "1st. European Conductors' Competition" organizado por la EBBA (European Brass Band Association) y celebrado en el Symphony Hall de la ciudad inglesa de Birmingham, por lo cual fue nombrado como "European Conductor Champion 2000".
- 2000: En octubre es el único español seleccionado para dirigir ópera en el "VI Concorso per a Giovanni Directore d'Orchestra de la Comunità Europea" organizado por la Fundación Franco Capuana de Roma, la Academia Chigiana de Siena y el Teatro Lírico Sperimentale de Spoleto (Italia).
- 2004: Recibe el Premio Euterpe de la Federación de Sociedades Musicales de la Comunidad Valenciana en dos categorías: Dirección de Banda y Composición de Música para la Fiesta.
- 2010: Recibe el Premio Nacional de Música "Ignacio Morales Nieva" del Festival de Música de Castilla "La Mancha".
- 2012: Recibe el Premio al Mejor Espectáculo Musical de Castilla-La Mancha junto a la Orquesta Sinfónica de Albacete.

## Composiciones

### Trabajado por la banda

#### Obras sinfónicas
- 1996: Thalatta, Suite de Ballet en cuatro movimientos para dulzainas Banda (Mare De la mar)
- 2001: Música per l'Enyor, para soprano, barítono, banda (banda) y dulzainas - Texto: Joan T. Jordà i Sanchis
- 2013: Kalophonia, para dos trompetas y banda sinfónica.

#### Paso-dobles
- 1991: Sara, (Dedicado a Sara Pascual Bosch)
- 1992: A Castells
- 1993: El ti Salvador, (Dedicado a Salvador Martínez Richart)
- 1994: De la Plaça a l'Ermita
- 1997: Jordi
- 1998: Maido
- 2000: J.A.I.M.
- 2001: Saoret de Xufa
- 2002: Machaco
- 2004: Encuentros
- 2006: Al abed Alkasar
- 2007: Yakka
- 2014: Sit de Plata
- 2021: Musics del XXI

#### Marchas moras
- 1988: Xavier el Coixo
- 1990: Als Xaparros, para banda y dulzainas
- 1992: Rafel Casaca
- 1995: Llaners, para banda y dulzainas
- 1996: Cavall de foc, para banda y dulzainas
- 1996: Fanfàrria per a la Favorita
- 1998: Tonico, para banda y dulzainas
- 1999: Xubuch, para banda y dulzainas
- 1999: Tudmir, para banda y dulzainas
- 1999: Als Feixucs, para banda y dulzainas
- 1999: Raspeig, para banda y dulzainas
- 2000: Piqueras, el realista, para banda y dulzainas
- 2002: Al'Amir en'Edú, para banda y dulzainas
- 2003: Exabeam, para banda y dulzainas
- 2010: Atram, A Marta de Torre Llinares, Capitana de los Moros del Riff de Villajoyosa

#### Marchas cristianas
- 1989: L'Altet dels Canons, para banda y dulzainas
- 1998: Archaeus, para la banda y dulzainas
- 2000: Jéssica, para banda y dulzainas
- 2001: La néta del Manyà, para banda y dulzainas
- 2002: Iacobus, para banda y dulzainas
- 2003: Xabea, para banda y dulzainas
- 2003: Creu d'Arsuf, para banda y dulzainas
- 2003: Crusllan, para banda y dulzainas
- 2004: Valls d'en Sarrià
- 2005: Jizán, para banda y dulzainas

### El teatro musical

#### Ballets
- 1996: La Pedra Filosofal, ballet para cuarteto de cuerno, dulzainas, bajo y percusión

#### Musical
- 2006: Balansiyyà, musical - libretto: Gonzalo Iranzo

### Música vocal
- 1995: Berent Fanfarria, para soprano, latón y dulzainas percusión
- 1996: Valencia, luz del Mediterráneo, suite para soprano, latón, y dulzainas percusión;

### Música para la dulzaina
- 1993: Herbero de Mariola, para dulzainas y percusión
- 1995: Moros de l'Alqueria, marcha mora para dulzainas y percusión
- 1995: Alimara, música para teatro y percusión dulzainas
- 1995: Alicanya, música para teatro y percusión dulzainas
- 1996: D'Inestables, paso-doble para dulzaina
- 1996: Passacarrer de la Mumerota, para dulzainas y percusión
- 2003: Germanies, suite para dulzainas y percusión
- 2003: Alqaria, marcha mora para dulzainas y percusión

### Música de cámara
- 2003: Les noces del Manyà, preludios para piano y dos dulzainas
- 2003: Germanies, suite para trompeta, trompa y trombón
- 2006: Díptic del Tirant, solo de trombón bajo y tres trombones
- Memòries d'un temps, para cuarteto de trombones